# Wilhelm Ulmen
Wilhelm Ulmen (* 29. Oktober 1914 in Neuwied; † 29. Januar 1993 ebenda) war ein deutscher Politiker (FDP).

## Leben und Beruf
Nach dem Besuch der Volksschule und der Aufbauschule in Neuwied sowie dem Abitur 1934 studierte Ulmen Rechts- und Staatswissenschaften in Bonn, Tübingen und Köln. Das Erste juristische Staatsexamen legte er 1939 ab; das Zweite folgte 1941.
Von 1940 bis 1941 war er juristischer Mitarbeiter beim SD-Abschnitt Koblenz. Im Oktober 1941 erfolgte die Einberufung zur Wehrmacht. Ab 1944 war er Amtsgerichtsrat und bis Ende 1945 in Kriegsgefangenschaft.
1950 erfolgte die Ernennung zum Landgerichtsrat. Im Jahr 1957 die zum Oberlandesgerichtsrat. Ab 1971 war er Senatspräsident beim OLG Koblenz.

## Politische Betätigung
Ulmen war von 1933 bis 1934 Mitglied der Hitlerjugend, 1940 Gefolgschaftsführer und Rechtsreferent für die Neuwieder HJ. Mitglied der NSDAP wurde er 1940 und 1942 Mitglied des NSRB. Im Spruchkammerverfahren wurde er am 30. Mai 1949 von der Spruchkammer Koblenz als Mitläufer eingestuft und zu einer Geldbuße von 100 DM verurteilt.
Er schloss sich 1963 der FDP an. Er war stellvertretender Vorsitzender des Kreisverbands Neuwied und Vorstandsmitglied des FDP-Bezirksverbands Koblenz-Nord.

## Abgeordneter
Ulmen war vom 13. Dezember 1972 bis 17. Mai 1979 Mitglied des Rheinland-Pfälzischen Landtages. Dort gehörte er in der 7. Wahlperiode u. a. dem Sozialpolitischen Ausschuss an. In der 8. Wahlperiode war er Mitglied des Petitionsausschusses, des Rechtsausschusses und des Unterausschusses "Datenschutzgesetz".
Er war 1979 Mitglied der 7. Bundesversammlung.